# Heliomeris obscura
Heliomeris obscura là một loài thực vật có hoa trong họ Cúc. Loài này được (S.F.Blake) Cockerell mô tả khoa học đầu tiên năm 1918.